# San Martín (San Luis)
Pour les articles homonymes, voir San Martin.
San Martín est une localité de la province de San Luis, en Argentine et le chef-lieu du département de Libertador General San Martín. Elle est située à 160 km au nord de San Luis, la capitale provinciale.